# Portret księcia San Carlos

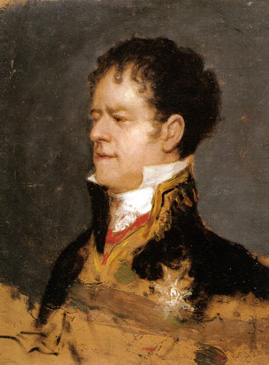
Szkic przygotowawczy do obrazu, kolekcja hrabiego Villagonzalo

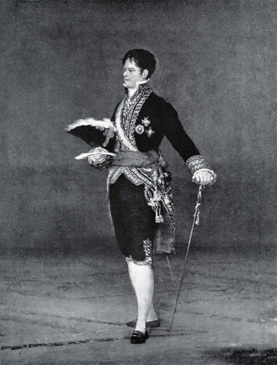
Pomniejszona wersja (77 × 60) przypisywana Goi

Portret księcia San Carlos (hiszp. Retrato del Duque de San Carlos) – obraz olejny hiszpańskiego malarza Francisca Goi (1746–1828). Obraz należy do zleceniodawcy, instytucji Kanału Aragońskiego i od 1921 jest eksponowany w Museo de Zaragoza. Istnieje także przygotowawcze studium głowy i pomniejszona wersja portretu przypisywana Goi, oba dzieła znajdują się w prywatnych kolekcjach.

## Książę San Carlos
José Miguel de Carvajal y Manrique, książę San Carlos (1771–1828) był hiszpańskim arystokratą i wojskowym, urodzonym w Limie, w kolonialnym wicekrólestwie Peru. Po przyjeździe do Hiszpanii otrzymał ważne stanowisko pałacowego zarządcy na dworze Karola IV. Zdobył zaufanie księcia Asturii, przyszłego króla Ferdynanda VII i został jego bliskim wieloletnim doradcą. Jako polityk był absolutystą i reakcjonistą. Za wierność i służbę królowi otrzymał liczne ordery i stanowiska, m.in. pierwszego sekretarza stanu.

## Okoliczności powstania
We wrześniu 1814 z inicjatywy ministra Martína de Garaya instytucja Kanału Aragońskiego zamówiła u Goi indywidualne portrety księcia San Carlos i króla Ferdynanda VII. Oba obrazy miały zdobić siedzibę instytucji w Saragossie. Książę San Carlos był w tym czasie jednym z najbardziej wpływowych polityków w kraju. Instytucja starała się odzyskać zainteresowanie i patronat Korony nad projektem przedłużenia kluczowego dla rozwoju Aragonii kanału. Obrazy zostały namalowane w pierwszej połowie 1815, malarz otrzymał za nie łącznie 19080 reali de vellón.
Ówczesne społeczeństwo hiszpańskie było spolaryzowane ideologicznie. Goya jako zwolennik oświecenia i absolutysta książę San Carlos reprezentowali skrajnie różne poglądy. Portret namalowany jest z sympatią, prawdopodobnie dlatego, że malarz miał powody do wdzięczności wobec arystokraty. W czasie kiedy pracował nad portretem księcia, został oskarżony przez Inkwizycję o autorstwo „obscenicznych dzieł” – portretów Maja ubrana i Maja naga. Wstawiennictwo księcia San Carlos w procesie pomogło oczyścić go z zarzutów. Jako pałacowy zarządca (mayordomo mayor de palacio) książę zatwierdził odnowienie pensji osób zatrudnianych przez dwór, do których zaliczali się nadworni malarze.

## Opis obrazu
Goya przedstawił księcia w całej postaci, stojącego w pałacowym salonie. Tło jest ciemne, a podłoga w odcieniach ochry. Jego elegancki strój łączy elementy dworskiej i wojskowej etykiety, składają się na niego: czarny kaftan i spodnie zdobione haftami, czerwona szarfa, białe pończochy. Na piersi widnieją ordery, m.in. Order Złotego Runa i Order Karola III z biało-niebieską wstęgą. Pod pachą trzyma bikorn, w jednej ręce dokument, a drugą w dystyngowany sposób opiera na lasce. Goya przedstawia go jako dumnego arystokratę, człowieka świadomego swojej pozycji i władzy. Portret różni się od pełnej powagi i troski podobizny ministra Gaspara Melchora de Jovellanosa z 1798.
Goya z powodzeniem ukrył mankamenty urody swojego modela. Książę był niskiego wzrostu, miał orli nos i wysuniętą żuchwę. Ponadto był krótkowidzem, co powodowało ciągłe napięcie mięśni twarzy. Dzięki odpowiedniej perspektywie – Goya stosuje punkt widzenia z dołu – sylwetka księcia nabiera smukłości i monumentalnego charakteru. Oczy są lekko zmrużone, stosując półprofil malarz ukrył ostre rysy twarzy.
Do portretu księcia Goya przygotował najpierw szczegółowe studium głowy, a następnie pracował nad całością w swoim warsztacie. Na obrazie widoczne są ślady nakreślonej ołówkiem siatki, która służyła malarzowi do przeniesienia szkicu na ostateczny obraz z zachowaniem proporcji.
Inskrypcja w lewym dolnym rogu głosi: El Excmo. Sr. Duque de Sn. Carlos. Por Goya año 1815 (Jego ekscelencja książę San Carlos. Goya, 1815).

## Proweniencja
Obraz od czasu powstania należał do zleceniodawcy – instytucji Kanału Aragońskiego, obecnie zarządzanego przez Konfederację Hydrograficzną Ebro. Od 1921 jest eksponowany w Museo de Zaragoza.